# エール・ブルキナ

エール・ボルタ時代のロゴ

エール・ブルキナ（英: Air Burkina）はブルキナファソの航空会社。ワガドゥグーを拠点として、国際線、国内線を運行している。 1967年3月17日、エール・ボルタの名で設立。設立当初は国営企業であり、
2001年に株式の大半を民間に譲渡したが、2017年に資金繰り悪化のため再び国営に戻された。

## コードデータ
- IATAコード：2J
- ICAOコード：VBW
- コールサイン：Burkina

## 保有機材
エール・ブルキナの機材は以下の航空機で構成される。（2025年4月現在）
- エンブラエル E175 1機
- エンブラエル E195 2機

## 就航路線
- 国内線

ボボ・ディウラッソ、ワガドゥグー
- 国際線

アビジャン、バマコ、コトヌー、ロメ、ニアメ、ダカール、パリ